# Arthfael ap Hywel
Pour les articles homonymes, voir Arthfael.
Arthfael ap Hywel roi de Gwent fl. décennie 920.
Arthfael [II] est le fils et successeur de Hywel ap Rhys comme roi Gwent. On ignore l'année de son accession au trône mais elle peut remonter jusqu'à 885 mais il est certainement encore vivant dans la décennie 920 lorsqu'il effectue des 
donations à l'évêque Cyfeiliog. Il semble qu'il est à la tête du Gwent lors des expéditions de pilage  des Danois  de 896 et 915. Ces agressions contraignent les dynastes gallois à se rapprocher du royaume de  Wessex afin de faire face à l'ennemi commun. Il a comme successeur son fils Cadell ap Arthfael.